# L'Invitation au voyage (bande dessinée)
Pour les articles homonymes, voir L'Invitation au voyage (homonymie).
L'Invitation au voyage est le premier tome de la série Le Vent dans les sables de Michel Plessix sorti en 2005 aux éditions Delcourt. Il reprend les personnages de la série précédente Le Vent dans les Saules, mais met en scène une histoire totalement inédite.

## Résumé
C'est la fin de l'été au Bois Sauvage et les animaux s'en vont et font des provisions pour l'hiver. Rat, quant à lui, éprouve un sentiment de nostalgie profonde, jusqu'au jour où il rencontre un rat marin bourlingueur et tatoué. Celui-ci lui raconte ses voyages et son expérience, ce qui fait rêver Rat de nouveaux horizons. Lors d'un dîner au château du baron Têtard, Rat fait part à ses amis de la rencontre insolite qu'il a vécu. Ce qui fait exalter l'imagination de Crapaud... Le lendemain, c'est la panique : Crapaud a disparu! Rat et Taupe décident alors de partir à sa poursuite, grâce à l'aide du cheval Barnabé. Fort heureusement, Crapaud a laissé des indices très visibles et bruyants de son passage... Ils se rendent jusqu'au port, et interrogent les gens dans les cafés et les tavernes, mais aucun signe du batracien. C'est alors qu'ils l'aperçoivent devant un navire, et grimpe à bord à sa suite. Ils veulent ramener Crapaud à la maison, mais trop tard : le bateau quitte le port...
Voilà donc nos trois amis en passagers clandestins, malades (en particulier Taupe) et affamés. Crapaud décide une nuit d'aller voler de la nourriture dans les cuisines, mais une surprise l'y attend. Pendant ce temps, Rat et Taupe trouvent des tonneaux de vin et finissent complètement ivres. Mais ils découvrent qu'ils ne sont pas les seuls clandestins dans leur cale : en effet, de nombreux oiseaux s'y cache pour migrer plus facilement. Les oiseaux offrent leur nourriture à Rat et Taupe, et leur apprennent alors leur destination : l'Orient africain...